# Ползиково (Тульская область)
Ползиково — деревня в составе Тургеневского муниципального образования Чернского района Тульской области РФ, входит в состав территории, относящейся к Долматовской сельской администрации с центром в деревне Долматово. С апреля 2014 года входит в состав Тургеневского объединённого муниципального образования (с ныне упразднёнными Большескуратовским и Полтевским).

## Описание
Деревня располагается на равнинной местности вблизи железной дороги Орёл — Москва, в полукилометре от автодороги Мценск — Чернь. Название получено по фамилии владельца селения Ползикова, на средства которого бал построен храм. Другое название «Боголюбское» — по храму. Сведения о постройке церкви относятся к 1731 году. На храмовой иконе Боголюбской Божией Матери сохранилась надпись: «лета 1731, июня 30 дня, сия каменная церковь во имя Пресвятой Боголюбской Божией Матери по обещанию стольника Игната Андреева сына Ползикова». В 1882 году к придельной церкви была пристроена каменная колокольня на средства капитана А. В. Чапкина. В приход входили само село, сельцо Хмелины и деревни: Дорожинка, Каверино, Калиновка, Кудиново (Мценский уезд, Орловской губернии), Льгово Долматы, Льгово-Малышенка, Медвежья, Новый Калинник. С 1833 года в селе существовала церковно-приходская школа. В 1859 году в селе насчитывалось 20 крестьянских дворов, в 1915 году — 33. Статус населённого пункта, как село, утерян и по состоянию на 2018 год это деревня.

## Население
| Годы      | 1857 | 1859 | 1915 | 2010 |
| --------- | ---- | ---- | ---- | ---- |
| Население | 188* | 224  | 240  | 13   |

* 11 человек военного ведомства, 4 — гражданского, 32 — мещан, купцов, 8 — крепостных казённых (государственных), 133 — крепостных помещичьих.